# Oost-Groningen

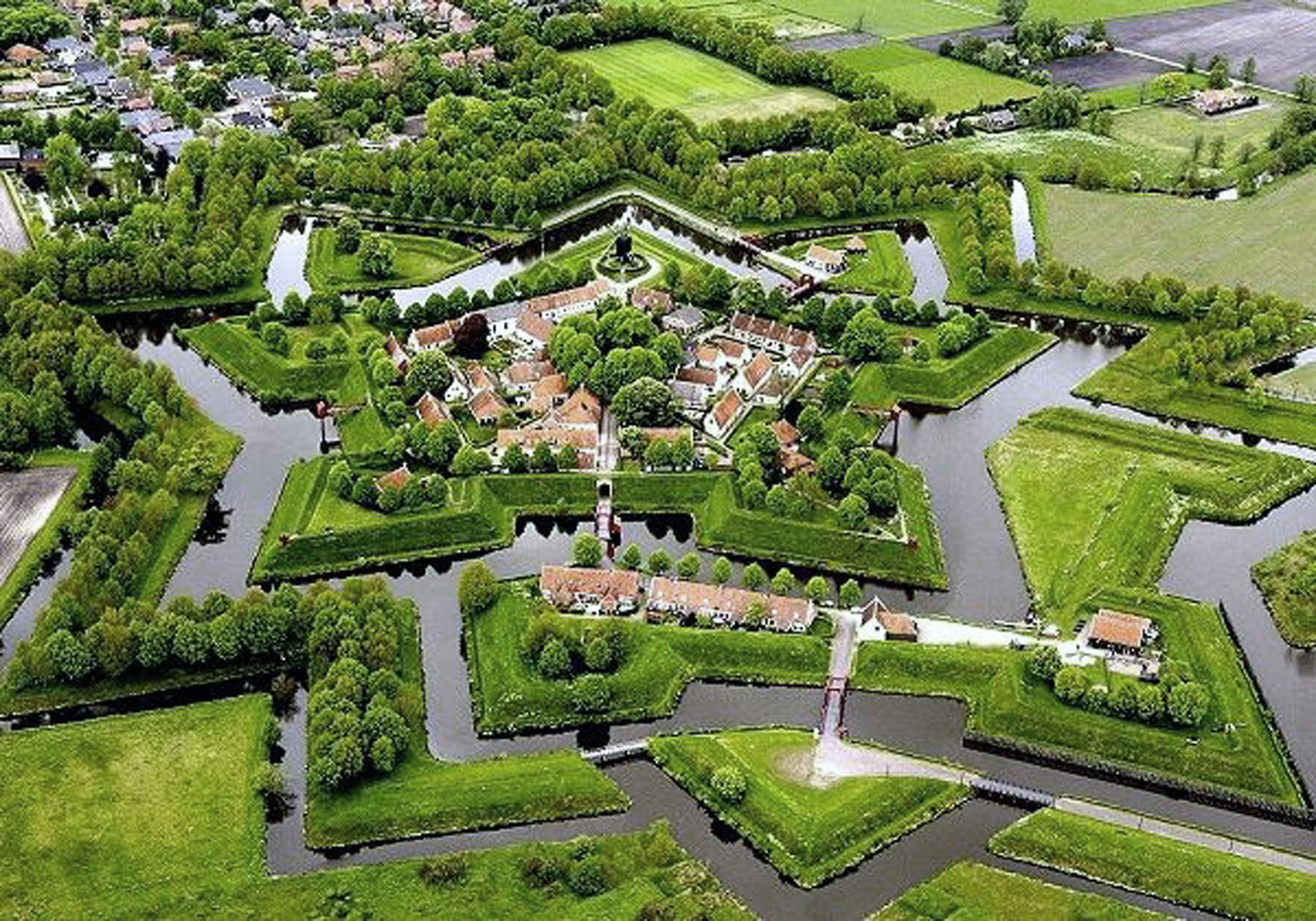
Vesting Bourtange

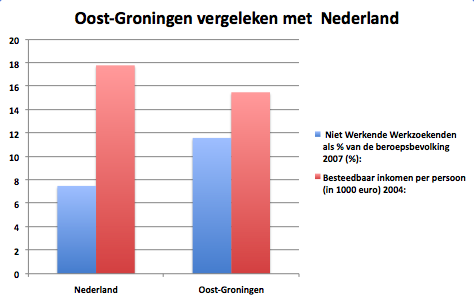
Oost-Groningen vergeleken met Nederland wat betreft inkomen en werkloosheid, gegevens gebaseerd op de cijfers van Centrum voor Arbeid en Beleid te Groningen.

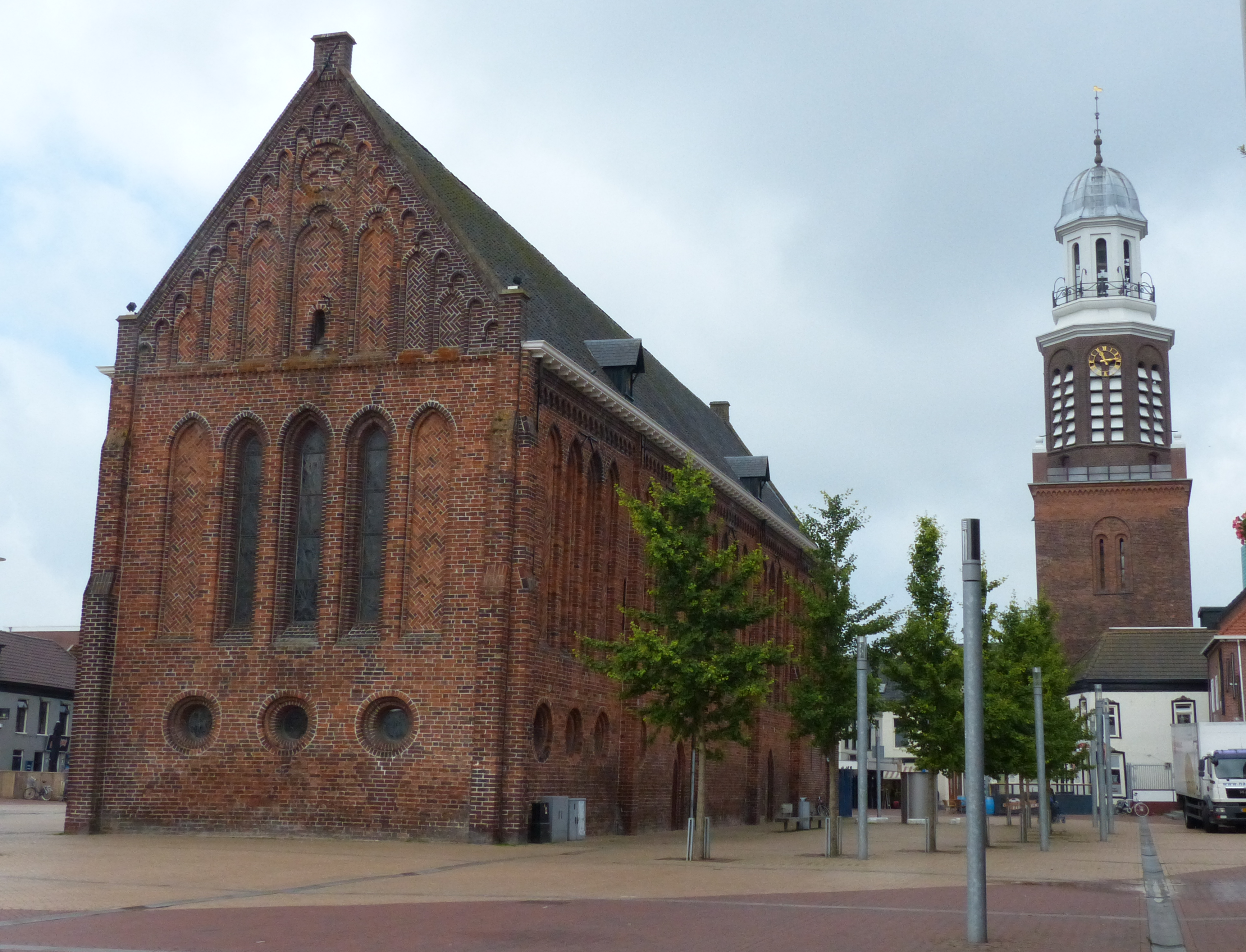
Binnenstad van Winschoten

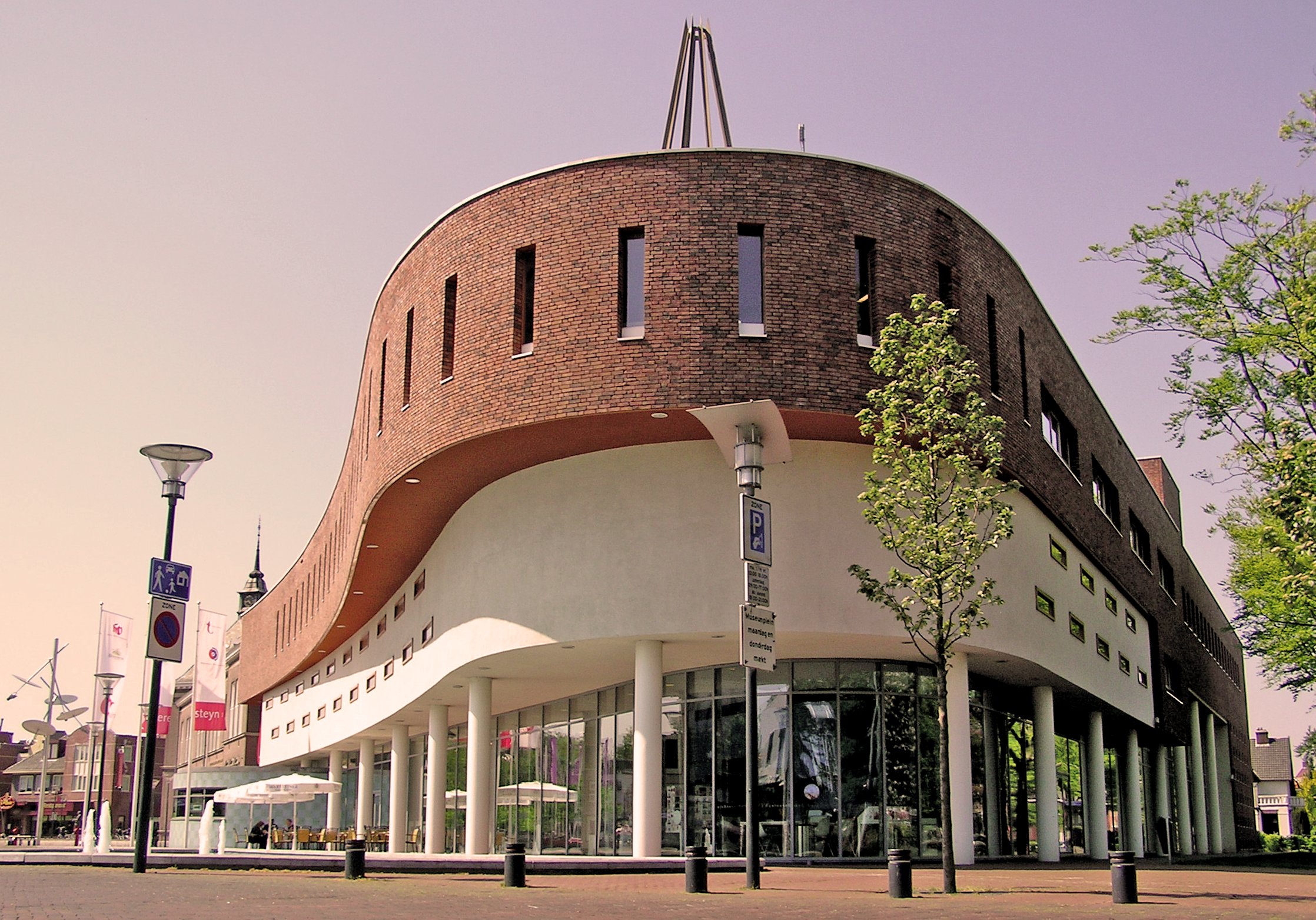
Cultuurcentrum Van Beresteyn aan Museumplein in Veendam

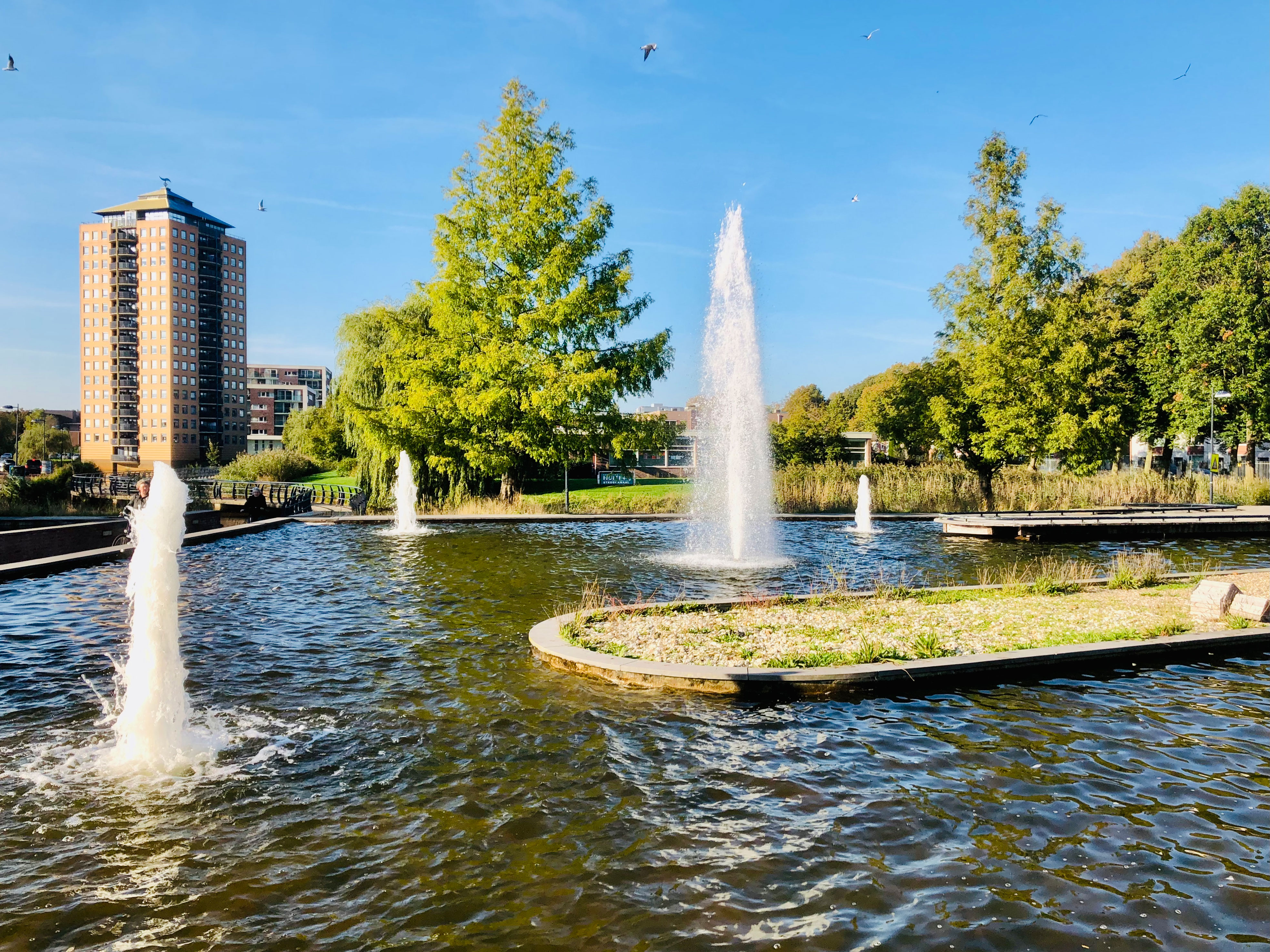
Wiekeflat en fontein in het centrum van Stadskanaal

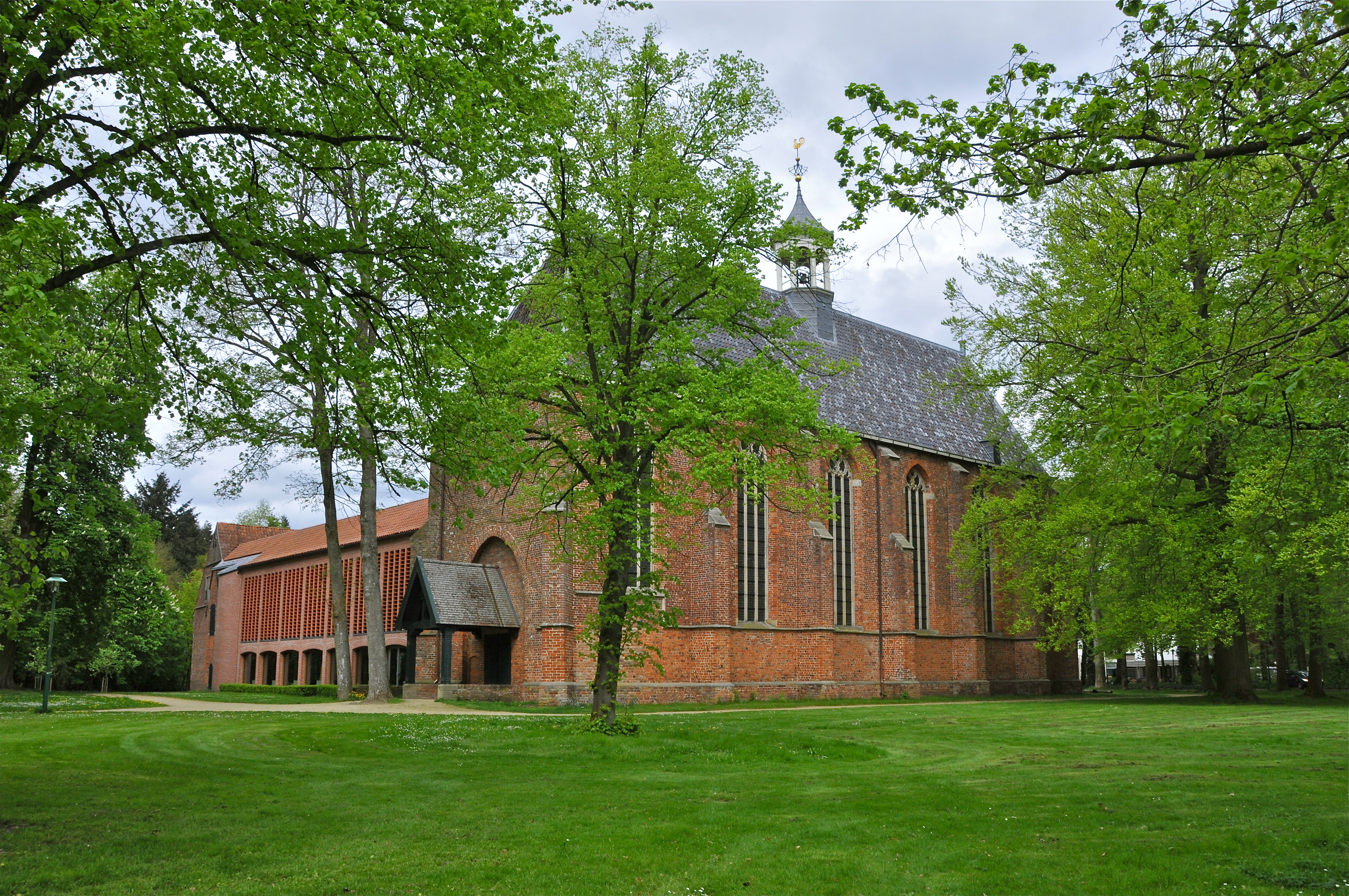
Klooster Ter Apel

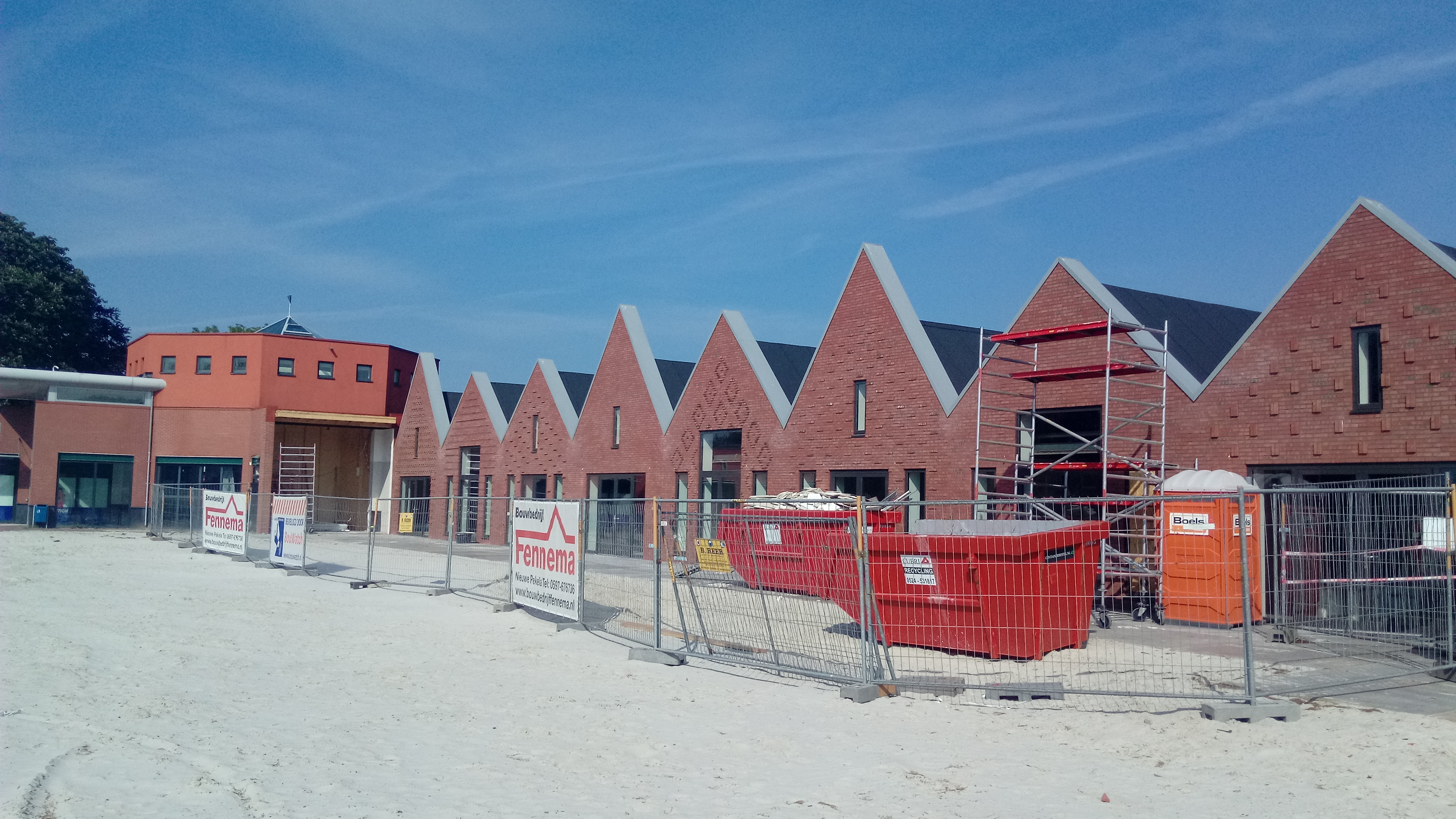
Vernieuwing winkelcentrum Oude Pekela in 2019

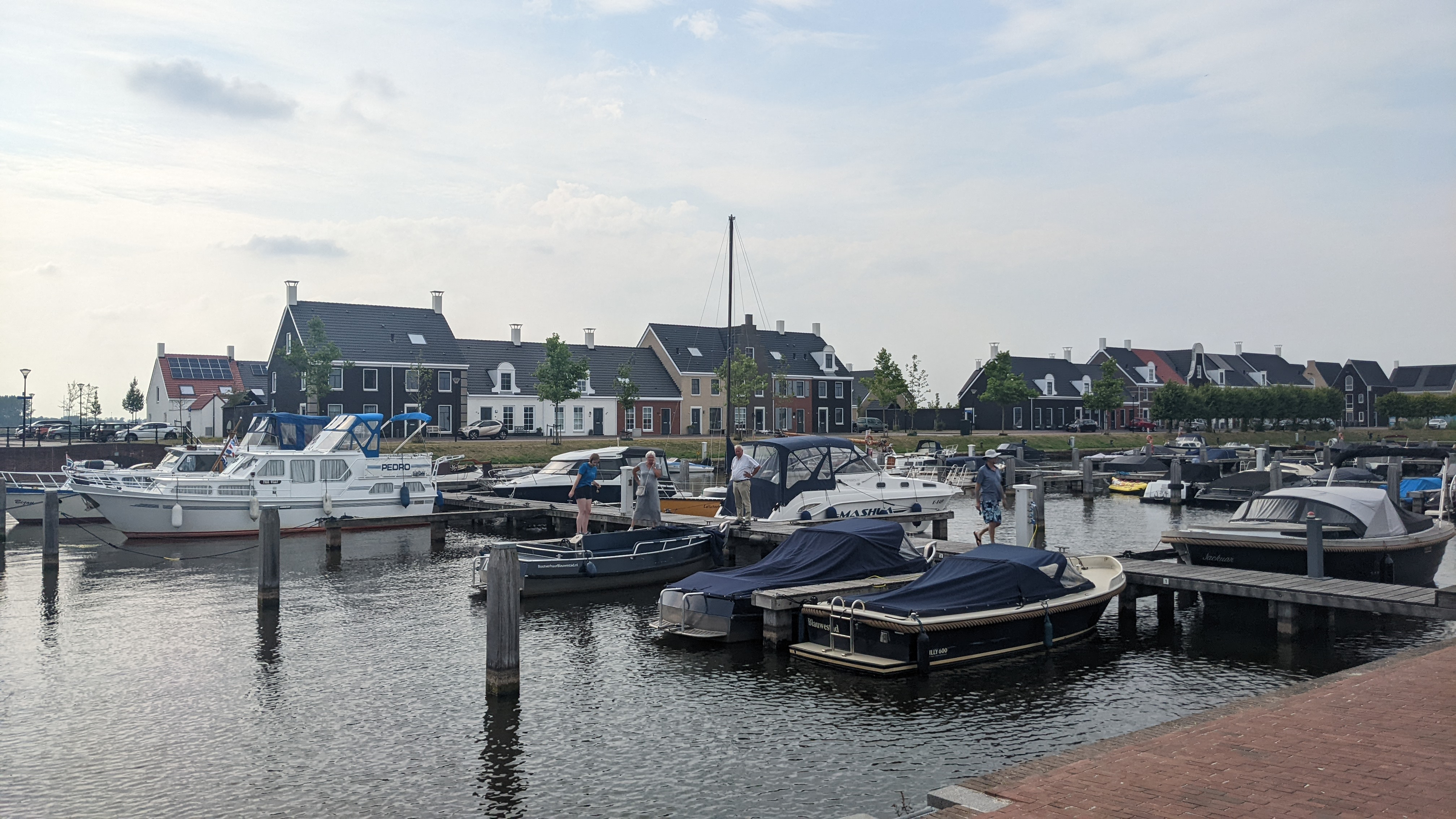
Haven en woningen in Blauwestad

Oost-Groningen is een geografische regio van de Nederlandse provincie Groningen met  138.753 inwoners (1 september 2022), grofweg bestaande uit de landstreken Oldambt, (Groninger) Veenkoloniën en Westerwolde. De regio wordt aan de noordzijde begrensd door de Dollard, aan oostzijde door de Duitse deelstaat Nedersaksen, aan zuidwestzijde door Drenthe en aan noordwestzijde door andere streken van Groningen. Tijdens de Franse tijd werd dit gebied ook wel het arrondissement Winschoten genoemd.
De naam is vooral ingeburgerd geraakt door de Streekraad Oost-Groningen, een samenwerkingsverband van gemeenten dat van 1950 tot 2011 heeft bestaan.

## Infrastructuur
De regio is middels de A7 verbonden aan het rijkssnelwegennet, een tweede belangrijke weg is de vierbaans N33 tussen Assen en Zuidbroek. Per trein is de regio gelegen aan de lijn Groningen - Leer (Ostfriesland) en de spoorlijn naar Veendam die in 2024 wordt doorgetrokken naar Stadskanaal. Per schip zijn het Winschoterdiep en het AG Wildervanckkanaal geschikt voor containervaart.
De komende jaren vinden belangrijke investeringen in de infrastructuur plaats, de Wunderline zal na afwerking een sneltreinverbinding tussen Bremen, Winschoten en Groningen mogelijk maken. Hiervoor zal onder meer het spoor tussen Scheemda en Winschoten worden verdubbeld en in Duitsland wordt de Friesenbrücke over de Ems weer in gebruik genomen. Verder zal in 2026 het reizigersvervoer tussen Veendam en Stadskanaal worden hervat (dit was in 1953 gestaakt). Een verder verlenging van de spoorlijn tussen Stadskanaal en Emmen is een grote wens, dit project is bekend onder de naam Nedersaksenlijn.

## Kenschets
Sociaal-economisch wordt de regio gezien als de armste van Nederland. Ook wordt Oost-Groningen traditioneel geassocieerd met communisme. De CPN had regelmatig een meerderheid in de gemeenteraden van Finsterwolde en Beerta, en laatstgenoemde plaats was in de jaren 80 de eerste gemeente met een communistische burgemeester. Later bezat de Nieuwe Communistische Partij (NCPN) in de fusiegemeente Reiderland (tegenwoordig gemeente Oldambt), een relatief grote aanhang. Tegenwoordig is de Verenigde Communistische Partij (VCP) in de eveneens fusiegemeente Oldambt actief.
Bijzonder is dat in het hart van het rode Oost-Groningen het project Blauwestad is aangelegd, een woongebied dat mikt op hogere inkomens. De aanleg ging dan ook niet zonder slag of stoot. In 2021 heeft Blauwestad zich echter ontpopt als een van de snelstgroeiende woongebieden in Noord-Nederland. Rondom het Oldambtmeer staan inmiddels ruim 500 nieuwbouwwoningen, het nieuwe dorp Blauwestad heeft al meer dan 800 inwoners.

### Voorzieningen
De drie grootste steden van Oost-Groningen zijn: Veendam, Winschoten en Stadskanaal. In de regio vormen deze drie plaatsen de belangrijkste kernen voor voorzieningen. Winschoten geldt als tweede winkelstad in de provincie Groningen, met ook veel Duitse bezoekers uit de grensregio. Stadskanaal heeft een wijde regiofunctie voor Zuidoost-Groningen en het oosten van de provincie Drenthe. Veendam huisvest veel transportgebonden bedrijvigheid (Railport Groningen). In de regio zijn twee streekziekenhuizen, het Ommelander Ziekenhuis in Scheemda en het Refaja ziekenhuis van de Triantgroep in Stadskanaal. Verder heeft de regio drie theaters; Geert Teis in Stadskanaal, De Klinker in Winschoten en Van Beresteyn in Veendam. 

## Toerisme
Op het toeristisch vlak is Oost-Groningen volop in ontwikkeling, van noord tot zuid zijn er vele ontwikkelingen gaande. Van het 600 hectare grote Oldambtmeer en Thermen Bad Nieuweschans in het noorden, het lommerijke Wedderbergen langs de rivier de Westerwoldse Aa tot dierentuin Wonderwereld in het zuiden bij Ter Apel is er veel te ontdekken. Per jaar overnachten ongeveer een half miljoen toeristen in het gebied, de meesten (ongeveer de helft) op de campings en recreatieparken in de gemeente Westerwolde.

### Musea en bezienswaardigheden
Veelbezochte musea in de regio zijn het Veenkoloniaal Museum in Veendam, Museum Klooster Ter Apel, Museum Slag bij Heiligerlee en Klokkengieterijmuseum Heiligerlee, Streekmuseum MOW in Bellingwolde en Museumspoorlijn STAR in Stadskanaal.
Belangrijke toeristische trekpleisters zijn de vesting Bourtange, Landgoed Tenaxx in Wedde (Dinopark, Arboretum en miniatuurpark het grootse noorden) en overdekt zwembad Tropiqua in Veendam.

## Regiopromotie
De laatste jaren zijn er diverse initiatieven vanuit de gemeenten maar ook vanuit de ondernemers ontstaan om de regio te promoten en de economie te stimuleren.
In 2022 zal de Marketingorganisatie ZO Groningen! Ontstaan, een samenwerking van de bestaande marketingsorganisaties. Het zal het gebied gaan promoten op toeristisch en economisch gebied.

## Economie en ontwikkeling
In 2020 en 2021 vestigden zich een aantal grote buitenlandse bedrijven in de regio; PerkinElmer, Hyzon trucks en Google in Winschoten en Shine in Veendam. 
Verder liggen er plannen op tafel om een spoorverbinding met Stadskanaal te heropenen voor reizigersvervoer, de spoorlijn Groningen-Winschoten-Bad Nieuweschans-Leer (Ostfriesland) wordt de komende jaren deels verdubbeld om een snelle verbinding tussen de regio en de Duitse havenstad Bremen mogelijk te maken.
In maart 2013 werd in een onderzoek naar de bestuurlijke toekomst van Groningen gepleit voor de gemeente Oost-Groningen. Deze nieuwe gemeente zou gaan bestaan uit Stadskanaal, Veendam, Pekela, Bellingwedde, Vlagtwedde, Hoogezand-Sappemeer, Slochteren, Oldambt en Menterwolde. Echter, op 10 juli 2014 nemen de Gedeputeerde Staten initiatief tot herindeling van deze plaatsen tot nieuwe gemeenten.

## Bevolking
Met het grondgebied van de voormalige gemeente Menterwolde (sinds 2018 behorend tot de fusiegemeente Midden-Groningen) niet meegerekend telt het gebied 135.824 inwoners (CBS, 1 januari 2021). Op 1 januari 2018 was het inwoneraantal 134.770.
Per 1 januari 2019 had de streek 134.822 inwoners, een jaar later 135.208 en per 1 januari 2021 135.824 inwoners.
In 1995 had het huidige grondgebied nog 139.511 inwoners, in 2000 was dit 140.487, in 2005 141.323. Sinds de economische neergang na de kredietcrisis is de bevolking van de regio gaan dalen tot een niveau van circa 134.000 inwoners. Vanaf 2018 groeit de bevolking weer enigszins. Dit wordt met name in de gemeenten Oldambt en Veendam veroorzaakt door migratie naar het gebied. Ook Westerwolde groeit, dit is te danken aan het landelijke Aanmeldcentrum voor asielzoekers in Ter Apel. Per 1 januari 2022 is de regio gegroeid naar 136.612 inwoners, een groei van 773 inwoners. Per 1 september werd de 138.000 inwonergrens weer overschreden. Op 1 november 2022 heeft de regio 138 106 inwoners, op 1 mei 2023 is dit 138.080.

### Bevolking 1 januari per gemeente
|   | Gemeente    | Inwoners 2018 | Inwoners 2019 | Inwoners 2020 | Inwoners 2021 | Inwoners 2022 | Inwoners 2023 |
| - | ----------- | ------------- | ------------- | ------------- | ------------- | ------------- | ------------- |
| 1 | Oldambt     | 38.075        | 38.128        | 38.209        | 38.292        | 38.507        | 39.033        |
| 2 | Stadskanaal | 32.258        | 31.789        | 31.686        | 31.757        | 31.843        | 32.164        |
| 3 | Veendam     | 27.508        | 27.491        | 27.384        | 27.419        | 27.472        | 27.614        |
| 4 | Westerwolde | 24.684        | 25.199        | 25.733        | 26.190        | 26.589        | 26.533        |
| 5 | Pekela      | 12.245        | 12.214        | 12.196        | 12.166        | 12.201        | 12.414        |

Bron: CBS Statline

### Loop van de bevolking
Inwonertallen van de regio per 1 januari.
- 1995 - 139.511 inwoners
- 2000 - 140.487 inwoners
- 2005 - 141.323 inwoners
- 2010 - 139.501 inwoners
- 2015 - 136.769 inwoners
- 2020 - 135.208 inwoners
- 2023 - 137.758 inwoners